# Avões
Avões es una freguesia portuguesa del concelho de Lamego, en el distrito de Aveiro con 4,87 km² de superficie y 619 habitantes (2011). Su densidad de población es de 127,1 hab/km².